# Deutscher Meerespreis
Der Deutsche Meerespreis ist eine Auszeichnung, die gemeinsam vom GEOMAR Helmholtz-Zentrum für Ozeanforschung Kiel und der Deutschen Bank unter der Schirmherrschaft des Ministerpräsidenten des Landes Schleswig-Holstein verliehen wird. Der Preis ist mit 10.000 Euro dotiert und wird seit 2009 Personen verliehen, „die sich durch ein besonderes Engagement für den Erhalt, Schutz oder die Vermittlung von Wissen um und über die Meere verdient gemacht haben.“ Ab 2024 wird der Preis gemeinsam von GEOMAR und der „Professor Dr. Werner Petersen-Stiftung“ verliehen und ist mit 20.000 Euro dotiert.
Der Deutsche Meerespreis integriert den Elisabeth-Mann-Borgese-Meerespreis, der von 2006 bis 2009 von der Landesregierung Schleswig-Holstein mit ähnlicher Zielsetzung vergeben wurde. Der Elisabeth-Mann-Borgese-Meerespreis wurde sowohl als ein mit 20.000 Euro dotierter Wissenschaftspreis verliehen, als auch als undotierter Ehrenpreis für politisches und gesellschaftliches Engagement für den Erhalt und Schutz der Meere. Er war nach der Ökologin und Seerechtsexpertin Elisabeth Mann Borgese benannt, einer Tochter Thomas Manns.

## Preisträger

### Elisabeth-Mann-Borgese-Meerespreis
- 2006 Erwin Suess, Meeresforscher, für seine wissenschaftlichen Arbeiten in den marinen Geowissenschaften
0000 Ehrenpreis: Klaus Töpfer, in verschiedenen Ämtern und Funktionen aktiver Lobbyist für die Meere, deren Schutz er als oberster Umweltschützer bei den Vereinten Nationen betrieben hat
- 2007 Boris Worm (* 1969), Meeresökologe, für seine Analyse zur Überfischung und zur marinen biologischen Vielfalt (Biodiversität)
0000 Ehrenpreis: Biliana Cicin-Sain, US-amerikanische Wissenschaftlerin, Initiatorin und Mitbegründerin des „Global Forum on Oceans, Coasts and Islands“, Direktorin des „Gerard J. Mangone Center für Marine Policy“ in Delaware/USA
- 2009 Joe Borg (* 1952), seit 2004 Fischerei- und Meereskommissar der EU, für sein Engagement für die Umsetzung einer integrierten Meerespolitik in Europa
0000 Frank Schätzing (* 1957), Schriftsteller, für seinen Ökothriller Der Schwarm
0000 Hans Hass (1919–2013), Meeresforscher und Filmer, für sein Lebenswerk

### Deutscher Meerespreis
- 2009 Mojib Latif, Klimaforscher und Ozeanograph
- 2010 Karin Lochte, Biologin und Ozeanographin
- 2011 Frank Schätzing, Autor
- 2012 José Maria Neves, Dichter und Staatsoberhaupt von Kap Verde
- 2013 Ranga Yogeshwar, Wissenschaftsjournalist
- 2015 Nicholas Sloane, Schiffsbergungsexperte
- 2016 Fürst Albert II., Staatsoberhaupt von Monaco
- 2018 Karmenu Vella, EU-Kommissar[1]
- 2024 Boris Herrmann, Sportsegler[2]